# Zakumi
Zakumi (16/06/1994) é um leopardo que foi escolhido para ser o mascote da Copa do Mundo FIFA de 2010. A África do Sul escolheu um dos animais de sua rica fauna para ser a mascote da Copa de 2010. Diz o criador que os shorts vestido na mascote e seu cabelo verde representam camuflagem para o leopardo se esconder nas matas.

## História

### O lema de Zakumi
O lema oficial do mascote da Copa do Mundo e o jogo de Zakumi é "Fair Play" (jogo limpo). "O lema de Zakumi" foi exibido na Copa das Confederações de 2009.

### O que significa Zakumi?
O nome do leopardo se baseou nos termos “za”, de “África do Sul” (em um dos idiomas locais), e “kumi”, que em diferentes línguas africanas significa “dez”. O termo pode ser interpretado como “vem aqui” em algumas línguas africanas. Segundo seus criadores, Zakumi possui “espírito aventureiro, espontaneidade e muita energia” para animar os torcedores.

### Aniversário
Zakumi fez 23 anos (em 16 de junho de 2017).

### Apresentação
Zakumi foi apresentado à África do Sul em 22 de setembro de 2008, mas a mascote nasceu em 18 de junho de 1994, dia da juventude na África do Sul. O ano de 1994, representa o nascimento de uma nova nação, com a introdução das eleições democráticas no país. 

### Cores
As cores verde e amarela de Zakumi representam o uniforme que a África do Sul usou na Copa de 2010.